# Доње Церање
Доње Церање је насељено мјесто у Равним Котарима, у сјеверозападној Далмацији. Припада граду Бенковцу, у Задарској жупанији, Република Хрватска.

## Географија
Налазе се 8 км јужно од Бенковца.

## Историја
Доње Церање се од распада Југославије до августа 1995. године налазило у Републици Српској Крајини.

## Становништво
Према попису из 1991. године, Доње Церање су имале 295 становника, од чега 272 Србина, 19 Хрвата и 4 остала. Према попису становништва из 2001. године, Доње Церање је имало 43 становника. Доње Церање је према попису становништва из 2011. године имало 22 становника.
| Националност       | 1991. | 1981. | 1971. | 1961. |
| Срби               | 272   | 343   | 364   | 384   |
| Хрвати             | 19    | 26    | 21    | 33    |
| Југословени        |       | 14    | 24    |       |
| остали и непознато | 4     | 5     |       |       |
| Укупно             | 295   | 388   | 409   | 417   |

| Демографија | Демографија | Демографија |
| Година      | Становника  | Становника  |
| ----------- | ----------- | ----------- |
| 1961.       | 417         |             |
| 1971.       | 409         |             |
| 1981.       | 388         |             |
| 1991.       | 295         |             |
| 2001.       | 43          |             |
| 2011.       |             | 22          |

## Попис 1991.
На попису становништва 1991. године, насељено место Доње Церање је имало 295 становника, следећег националног састава:
| Попис 1991.‍ | Попис 1991.‍ | Попис 1991.‍ | Попис 1991.‍ | Попис 1991.‍ |
| ----------- | ----------- | ----------- | ----------- | ----------- |
|             |             |             |             |             |
| Срби        | Срби        |             | 272         | 92,20%      |
| Хрвати      | Хрвати      |             | 19          | 6,44%       |
| непознато   | непознато   |             | 4           | 1,35%       |
| укупно: 295 |             |             |             |             |

## Презимена
| - Брдар — Православци, славе Св. Јована - Војводић — Православци, славе Св. Николу - Граовац — Православци, славе Св. Луку и Ђурђевдан - Драгаш — Православци, славе Св. Јована - Дрча — Православци, славе Св. Јована - Ђурић — Православци, славе Ђурђевдан - Јачов — Православци, славе Ђурђевдан - Каран — Православци, славе Ђурђевдан - Кљајић — Православци, славе Св. Луку - Пуповац — Православци, славе Ђурђевдан и Св. архангела Михаила - Ратковић — Православци, славе Митровдан | - Суботић — Православци, славе Св. Марка - Тампоља — Православци, славе Св. Козму и Дамјана - Тепша — Православци, славе Св. Козму и Дамјана - Ћупић — Православци, славе Ђурђевдан - Узелац — Православци, славе Св. Николу - Чепрња — Православци, славе Св. Луку - Чубрило — Православци, славе Св. Луку - Чубриловић — Православци, славе Св. Луку - Шкорић — Православци, славе Св. Николу - Шуша — Православци, славе Св. Стефана и Ђурђевдан - Крунеш — Католици - Мршић — Католици |

## Познате личности
- Милорад Пуповац, политичар
- Марко Јачов, историчар